# Карабастау (Алматинская область)
Карабастау (каз. Қарабастау) — село в Жамбылском районе Алматинской области Казахстана. Входит в состав сельского округа Матибулак. Код КАТО — 194255600.
Неподалёку от Карабастау находятся Петроглифы Серектас.

## Население
В 1999 году население села составляло 203 человека (110 мужчин и 93 женщины). По данным переписи 2009 года, в селе проживал 151 человек (73 мужчины и 78 женщин).

## История
Находился на стыке Кастекской волости, Куртинской волости и Агайтинской волости.